# Wirbelsäulensyndrom
Ein Wirbelsäulensyndrom (Syndrom = gleichzeitiges Vorliegen verschiedener Symptome) ist eine ungenaue, aber trotzdem häufige ärztliche Diagnose, die im Grunde nur besagt, dass der Patient Schmerzen im Bereich der Wirbelsäule hat.
Wenn das Syndrom auf einen bestimmten Bereich der Wirbelsäule begrenzt ist, kann man es genauer bezeichnen: als Halswirbelsäulensyndrom (Zervikalsyndrom), Brustwirbelsäulensyndrom oder Lendenwirbelsäulensyndrom (siehe Rückenschmerzen).

## Mögliche Ursachen
Über die Ursache der Schmerzen sagt die Diagnose nichts aus, zudem ist das „Wirbelsäulensyndrom“ sehr unpräzise. Einige mögliche Schmerzursachen sind ganz allgemein:
- Muskelverspannungen und Faszienverklebungen
- Bandscheibenvorwölbung (Protrusion) oder Bandscheibenvorfall (Prolaps) verursachen häufig ausstrahlende Schmerzen in Armen oder Beinen.
- Arthrose und Entzündungen der Facettengelenke, die einen Wirbel mit seinen Nachbarwirbeln verbinden, sind dagegen eher örtlich zu spüren.
- Übersteigerte Beweglichkeit einzelner Abschnitte der Wirbelsäule können auftreten, wenn andere Abschnitte durch Verschleißerscheinungen versteifen. Oft ist hiervon die untere Lendenwirbelsäule betroffen (Hohlkreuz), die mittlere Halswirbelsäule beim Heben des Kopfes, und die Kopfgelenke.
- Blockierungen eines Facetten- oder Rippengelenkes entstehen, wenn die Gelenkflächen in einer der Endpositionen hängen bleiben. Über die genaue Ursache wird noch diskutiert. Blockierungen können örtliche Schmerzen, aber auch Reaktionen des sympathischen Nervensystems wie starke Schweißbildung, Herzrasen, Nervosität usw. hervorrufen.
- Stress oder psychische Belastungen
- Störungen der Körperhaltung, ausgeprägte Fehlstellungen der Wirbelsäule wie Hyperkyphose, Hyperlordose und schwere Skoliose sowie selten Fehlbildungen wie Halbwirbel oder Übergangswirbel.[2]

## Behandlung
Die Behandlung richtet sich nach der genaueren Problematik und nach den Ursachen. Mögliche Behandlungsformen sind Physiotherapie (Krankengymnastik), Sport und Akupunktur. Weiterhin könnten Medikamente zur Schmerztherapie und zur Linderung der Verspannungen (Muskelrelaxantien) eingesetzt werden.